# Grand Prix Jihoafrické republiky 1974
Grand Prix Jihoafrické republiky 1974 (oficiálně XX Lucky Strike Grand Prix of South Africa) se jela na okruhu Kyalami v Midrandu v Jihoafrické republice dne 30. března 1974. Závod byl třetím v pořadí v sezóně 1974 šampionátu Formule 1.

## Závod
| Poř.   | No. | Jezdec               | Konstruktér       | Počet kol | Čas/Odstoupení  | Pořadí na startu | Body |
| ------ | --- | -------------------- | ----------------- | --------- | --------------- | ---------------- | ---- |
| 1      | 7   | Carlos Reutemann     | Brabham-Ford      | 78        | 1:42:40.96      | 4                | 9    |
| 2      | 14  | Jean-Pierre Beltoise | BRM               | 78        | + 33.94         | 11               | 6    |
| 3      | 33  | Mike Hailwood        | McLaren-Ford      | 78        | + 42.16         | 12               | 4    |
| 4      | 4   | Patrick Depailler    | Tyrrell-Ford      | 78        | + 44.19         | 15               | 3    |
| 5      | 9   | Hans Joachim Stuck   | March-Ford        | 78        | + 46.23         | 7                | 2    |
| 6      | 20  | Arturo Merzario      | Iso-Marlboro-Ford | 78        | + 56.04         | 3                | 1    |
| 7      | 5   | Emerson Fittipaldi   | McLaren-Ford      | 78        | + 1:08.39       | 5                |      |
| 8      | 3   | Jody Scheckter       | Tyrrell-Ford      | 78        | + 1:10.54       | 8                |      |
| 9      | 6   | Denny Hulme          | McLaren-Ford      | 77        | + 1 kolo        | 9                |      |
| 10     | 10  | Vittorio Brambilla   | March-Ford        | 77        | + 1 kolo        | 19               |      |
| 11     | 18  | Carlos Pace          | Surtees-Ford      | 77        | + 1 kolo        | 2                |      |
| 12     | 26  | Graham Hill          | Lola-Ford         | 77        | + 1 kolo        | 18               |      |
| 13     | 29  | Ian Scheckter        | Lotus-Ford        | 76        | + 2 kola        | 22               |      |
| 14     | 32  | Eddie Keizan         | Tyrrell-Ford      | 76        | + 2 kola        | 24               |      |
| 15     | 37  | François Migault     | BRM               | 75        | + 3 kola        | 25               |      |
| 16     | 12  | Niki Lauda           | Ferrari           | 74        | Zapalování      | 1                |      |
| 17     | 8   | Richard Robarts      | Brabham-Ford      | 74        | + 4 kola        | 23               |      |
| 18     | 15  | Henri Pescarolo      | BRM               | 72        | + 6 kol         | 21               |      |
| 19     | 23  | Dave Charlton        | McLaren-Ford      | 71        | + 7 kol         | 20               |      |
| Ret    | 11  | Clay Regazzoni       | Ferrari           | 65        | Tlak oleje      | 6                |      |
| Ret    | 28  | John Watson          | Brabham-Ford      | 54        | Palivový systém | 13               |      |
| Ret    | 2   | Jacky Ickx           | Lotus-Ford        | 31        | Brzdy           | 10               |      |
| Ret    | 24  | James Hunt           | Hesketh-Ford      | 13        | Řazení          | 14               |      |
| Ret    | 19  | Jochen Mass          | Surtees-Ford      | 11        | Zavěšení        | 17               |      |
| Ret    | 30  | Paddy Driver         | Lotus-Ford        | 6         | Spojka          | 26               |      |
| Ret    | 1   | Ronnie Peterson      | Lotus-Ford        | 2         | Kolize          | 16               |      |
| Ret    | 21  | Tom Belsø            | Iso-Marlboro-Ford | 0         | Spojka          | 27               |      |
| WD     | 16  | Peter Revson         | Shadow-Ford       |           | Fatální nehoda  |                  |      |
| WD     | 17  | Jean-Pierre Jarier   | Shadow-Ford       |           | Odvolán         |                  |      |
| WD     | 25  | John McNicol         | Lotus-Ford        |           |                 |                  |      |
| WD     | 27  | Guy Edwards          | Lola-Ford         |           |                 |                  |      |
| Zdroj: |     |                      |                   |           |                 |                  |      |

## Průběžné pořadí po závodě
Pohár jezdců
| Pořadí | Jezdec             | Body |
| ------ | ------------------ | ---- |
| 1      | Clay Regazzoni     | 10   |
| 2      | Carlos Reutemann   | 9    |
| 3      | Emerson Fittipaldi | 9    |
| 4      | Denny Hulme        | 9    |
| 5      | Mike Hailwood      | 9    |
| Zdroj: |                    |      |

Pohár konstruktérů
| Pořadí | Konstruktér  | Body |
| ------ | ------------ | ---- |
| 1      | McLaren-Ford | 22   |
| 2      | Ferrari      | 12   |
| 3      | Brabham-Ford | 9    |
| 4      | BRM          | 8    |
| 5      | Lotus-Ford   | 4    |
| Zdroj: |              |      |